# Brian McBride (MGS)
Brian McBride es un personaje ficticio que aparece en la saga de videojuegos Metal Gear Solid. Apareció única y exclusivamente en Metal Gear: Ghost Babel de Gameboy Color.

## Historia
Brian es director de la división africana de la CIA. Se encarga de apoyar a Solid Snake por Codec, informándole del terreno, del GLF y de la zona Grinda. También fue quien se encargó de planificar la misión de infiltración.

## Curisidades
- Existe un futbolista estadounidense llamado también Brian McBride, que juega como delantero para el Chicago Fire de la MLS de Estados Unidos.